# Yevhen Konovalets

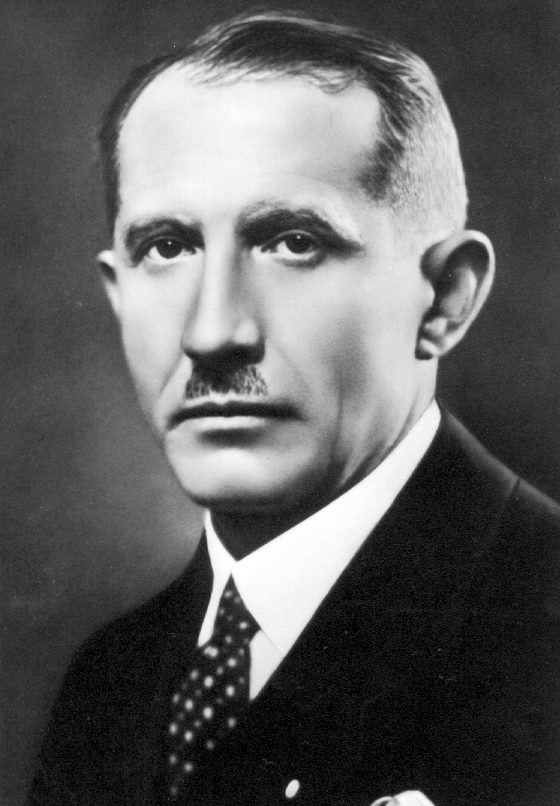
Yevhen Konovalets vers 1920.

Yevhen Konovalets (en ukrainien : Євген Олексійович Коновалець) est un colonel de l'Armée populaire ukrainienne et un des fondateurs et premiers dirigeants de l'Organisation des nationalistes ukrainiens, né le 14 juin 1891 à Zachkiv (en) (près de Lviv, alors Lemberg dans l'Empire austro-hongrois) et mort assassiné le 23 mai 1938 à Rotterdam aux Pays-Bas.

## Biographie

### Jeunesse
Yevhen Konovalets est né le 14 juin 1891 à Zachkiv (en) (près de Lviv, alors Lemberg dans l'Empire austro-hongrois).
Yevhen Konovalets fait ses études de droit à l'université de Lviv et est un membre actif de la société Prosvita, une organisation restreinte à l'intelligentsia mais qui au cours du temps se démocratise et soutient le mouvement national ukrainien. C'est dans ce contexte que Yevhen Konovalets milite en faveur de la constitution d’une université ukrainienne. Il devient actif en politique en tant que représentant des étudiants au comité exécutif du Parti démocratique national.

### Combats pour l'indépendance
Au cours de la Première Guerre mondiale Yevhen Konovalets servit comme sous-lieutenant dans l'armée d'Autriche-Hongrie sur le front de l'Est. Il fut capturé en 1915 par l'armée impériale russe et interné dans un camp de prisonniers de guerre près de Tsaritsyne où il retrouva un groupe d'officiers de Galicie parmi lesquels se trouvait Andry Melnyk. Il s’échappa avec eux en direction de Kiev et organisa le bataillon des fusiliers de la Sitch en novembre 1917. Deux mois plus tard Yevhen Konovalets en prit le commandement, le bataillon fut réorganisé et rebaptisé Premier bataillon de tirailleurs Sitch. Attaché à l'idée d'une Ukraine indépendante et unique, celui-ci se distingua en réprimant le soulèvement bolchevik de Kiev, en résistant à l'offensive de Mikhaïl Mouraviev et en libérant Kiev au mois de mars 1918.

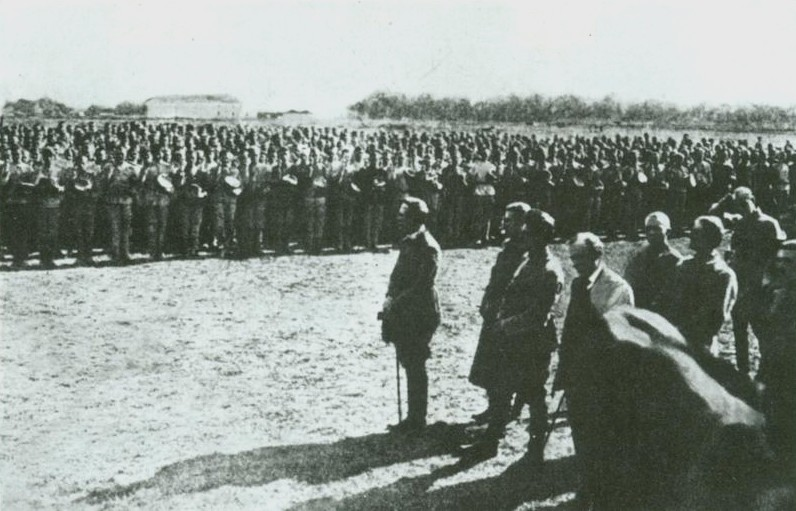
L'ataman Symon Petlioura et le colonel Konovalets à Starokostiantyniv lors de l'été 1919.

Yevhen Konovalets s’opposa au coup d’État de Pavlo Skoropadsky et refusa de reconnaître son nouveau gouvernement. En conséquence de quoi son bataillon fut désarmé et dissous. Néanmoins, poussé par l'Union nationale ukrainienne, Yevhen Konovalets obtint la permission de rétablir son unité et forma un détachement séparé du bataillon des fusiliers de la Sitch à Bila Tserkva. En novembre 1918, ce détachement joua un rôle clé dans le renversement de l'hetman Pavlo Skoropadsky et la restauration de la République populaire ukrainienne.

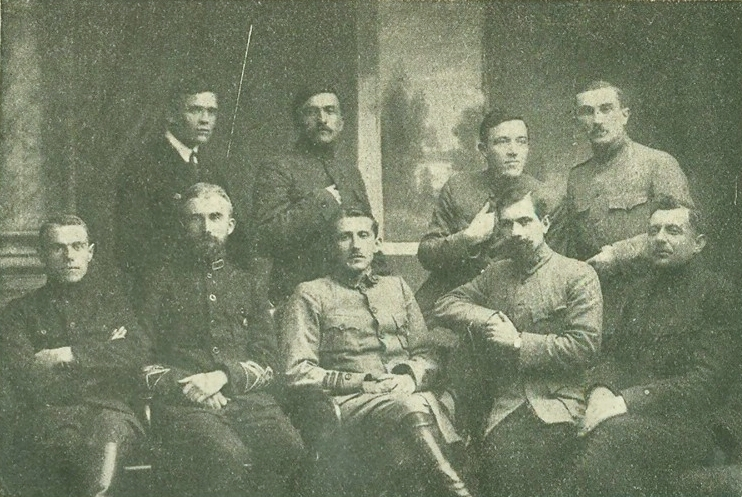
L'état-major de la Sitch vers 1920 ; de gauche à droite, assis : Mykhailo Matchak, Andriy Melnyk, Yevhen Konovalets, Roman Souchko, Ivan Dankiv ; debout : Ivan Androukh, Roman Dachkevitch, Vassyl Koutchabskyi, Yaroslav Tchyj.

En raison des revers militaires de l'armée ukrainienne face à l'invasion bolchévique, son bataillon fut démobilisé en décembre 1919 et son commandant se retrouva interné dans un camp de prisonniers de guerre polonais à Loutsk. Au printemps 1920, avec l'accord de Simon Petlioura, il partit pour Prague afin de gagner le soutien de la Galicie dans l'objectif de constituer, à l'aide des soldats ukrainiens internés dans les camps de guerre tchécoslovaque et italien, une brigade. Néanmoins Yevhen Petrouchevytch, ancien président de la République populaire d'Ukraine occidentale, s’y opposa et mit fin à cette initiative.

### Engagement nationaliste
Avec la fin de la guerre, Yevhen Konovalets décida de poursuivre la lutte pour l'indépendance par des moyens plus radicaux. Au cours de l'été 1921 il se rend à Lviv, prend en charge l'Organisation militaire ukrainienne (UVO) et met en place son réseau. Puis en décembre 1922, Yevhen Konovalets émigre et vit avec sa famille à Berlin jusqu'en 1929, à Genève de 1929 à 1936 et s'installa finalement à Rome. Tout en gardant le contrôle sur l'UVO, il établit des contacts avec des cercles militaires étrangers, en particulier avec l'Allemagne et la Lituanie. Pour gagner de la sympathie et du soutien politique de la part des gouvernements occidentaux, Yevhen Konovalets encouragea la mise en place de bureaux de presse et de maisons d'édition en langues étrangères.
Reconnaissant les différents groupes de jeunes nationalistes comme étant ses alliés naturels dans la lutte pour l'indépendance, il unifia son organisation aux leurs et fonde ainsi l'Organisation des nationalistes ukrainiens à Vienne (Autriche) en 1929. Il en prend la direction et canalise leurs activités politiques.
Au cours d'une visite aux États-Unis et au Canada, Yevhen Konovalets encouragea ses disciples à établir des associations de vétérans ukrainiens. Elles devinrent les noyaux de la communauté nationaliste ukrainienne et pris le nom d'Organisation pour la renaissance de l'Ukraine aux États-Unis et le nom de Fédération nationale ukrainienne au Canada.
Au cours de ses dix premières années de direction à la tête de l'OUN, Yevhen Konovalets consolida sa position en Ukraine et à l'étranger. Il encouragea le développement de toutes les organisations de la communauté ukrainienne, en France, en Allemagne, en Autriche. Par ailleurs il essaya d'amener, à l'attention de la Société des Nations, le débat sur la question nationale ukrainienne. Il fut assassiné le 23 mai 1938 à Rotterdam par l'agent du NKVD Pavel Soudoplatov par le biais d'un colis piégé.